# Tímea
Timea, Tímea ou, originellement, Timéa est un prénom féminin particulièrement populaire en Hongrie et dans les régions de langue hongroises de pays tels que la Transylvanie (Roumanie) et la Slovaquie.

## Étymologie
C'est l'écrivain Mór Jókai qui inventa ce prénom pour un personnage de son roman L'homme en or (Az arany ember, 1872). Ce prénom est un dérivé du mot « Euthymia » en grec ancien voulant dire littéralement « cœur/âme heureuse/bonne ».

## Diminutifs
- Timi

## Personnalités portant ce prénom
- Timea Majorova
- Tímea Paksy
- Tímea Dragony
- Tímea Nagy
- Timea Bacsinszky
- Timea Beljean